# Phlogiellus subinermis
Phlogiellus subinermis is een spinnensoort in de taxonomische indeling van de vogelspinnen (Theraphosidae).
Het dier behoort tot het geslacht Phlogiellus. De wetenschappelijke naam van de soort werd voor het eerst geldig gepubliceerd in 1934 door Giltay.